# Arthur R. Barker
Arthur R. Barker (Aurora, Missouri,  1899. június 4. – Alcatraz-sziget, San Francisco-öböl, Kalifornia, 1939. január 13.) amerikai bűnöző volt, a hírhedt Ma Barker fia, a Barker–Karpis-banda egyik névadója és irányítója. A Doc Barker-ként és Claude Dade-ként is ismert férfi lopásban, rablásban, gyilkosságban és emberrablásban vett részt. Az Alcatraz börtönszigeten halt meg egy szökési kísérletben.

## Élete
Barkert 1918. július 18-án letartóztatták autólopás miatt, és a Missouri államban található Joplin fegyintézetébe vitték, hogy letöltse büntetését. 1920. február 19-én megszökött. 1922. január 14-én életfogytiglanira ítélték Thomas Sherill éjjeliőr meggyilkolásának ügyében, de tíz év múlva feltételesen szabadlábra helyezték.
1932. december 16-án részt vett a Third Northwestern Bank kirablásában Minneapolisban. A rablás során a bűnözők két rendőrt meggyilkoltak, majd menekülés közben egy civillel is végeztek. A következő év júniusában Barker segített a  minnesotai William Hamm, majd 1934 januárjában Edward Bremer elrablásában. A Szövetségi Nyomozóiroda 1935. január 8-án Chicagóban elfogta.
Életfogytiglani börtönbüntetésének letöltését 1936-ban kezdte meg az Alcatrazban. Száma 268-AZ volt. 1939. január 13-án társaival, Henri Younggal és Rufus McCainnel szökést kísérelt meg, de az őrök lelőtték. Youngot és Rufust elfogták. Barkert a kaliforniai Colmában temették el.

## Fordítás
- Ez a szócikk részben vagy egészben  az   Arthur Barker című angol Wikipédia-szócikk fordításán alapul.  Az eredeti cikk szerkesztőit annak laptörténete sorolja fel. Ez a jelzés csupán a megfogalmazás eredetét és a szerzői jogokat jelzi, nem szolgál a cikkben szereplő információk forrásmegjelöléseként.